# Thanatus nipponicus
Thanatus nipponicus là một loài nhện trong họ Philodromidae.
Loài này thuộc chi Thanatus. Thanatus nipponicus được Takeo Yaginuma miêu tả năm 1969.